# Счастливы вместе (телесериал, 2018)
«Счастливы вместе» (англ. Happy Together) — американский комедийный телесериал, премьера которого состоялась 1 октября 2018 года на телеканале CBS.
10 мая 2019 года канал CBS закрыл сериал после одного сезона.

## Сюжет
Питер и Клэр, уставшая от обыденности пара чуть за тридцать, начинают вспоминать свою юность, когда в их дом в пригороде переезжает восходящая поп-звезда.

## В ролях
- Дэймон Уэйанс-мл. — Джейк Дэвис
- Эмбер Стивенс Уэст — Клэр Дэвис, жена Джейка
- Стефни Вейр — Бонни, мать Клэр
- Виктор Уильямс — Джеральд, отец Клэр
- Крис Парнелл — Уэйн, менеджер Купера и коллега Джейка
- Феликс Маллард — Купер Джеймс, поп-звезда

## Обзор сезонов
| Сезон | Сезон | Эпизоды | Дата показа    | Дата показа    | Рейтинг Нильсона | Рейтинг Нильсона       |
| Сезон | Сезон | Эпизоды | Премьера       | Финал          | Ранк             | Зрители США (миллионы) |
| ----- | ----- | ------- | -------------- | -------------- | ---------------- | ---------------------- |
|       | 1     | 13      | 1 октября 2018 | 14 января 2019 | 82               | 5,26                   |

## Список эпизодов

### Сезон 1 (2018 - 2019)
| № общий | № в сезоне | Название                      | Режиссёр      | Автор сценария               | Дата премьеры   | Произв. код | Зрители в США (млн) |
| --- | ---------- | ----------------------------- | ------------- | ---------------------------- | --------------- | ----------- | ------------------- |
| 1 | 1          | «Pilot» «Пилот»               | Филл Льюис    | Тим МакОлиффи & Остен Эрл    | 1 октября 2018  | 101         | 5.95                |
| Джейк и Клэр- счастливая супружеская пара, которая начинает восстанавливать связь со своими более молодыми, холодными личностями, когда молодая поп-звезда, привлеченная их супер-обычной жизнью в пригороде, неожиданно переезжает к ним.                                                                 |            |                               |               |                              |                 |             |                     |
| 2 | 2          | «Scrubbing» «Очистка»         | Энди Аккерман | Ребекка Кохлер & Дэррин Роуз | 8 октября 2018  | 102         | 4.89                |
| Джейк и Клэр пытаются следовать минималистскому стилю жизни Купера, "очищая" свой дом от всех своих старых и забытых вещей. Однако они обнаруживают, что отпустить прошлое труднее, чем кажется. |            |                               |               |                              |                 |             |                     |
| 3 | 3          | «Let's Work It Out» «Давайте» | Энди Аккерман | Бойд Вико & Брэд Стивенс     | 15 октября 2018 | 103         | 4.68                |
| Когда Купер должен привести себя в форму для рекламы нижнего белья, Джейк и Клэр вдохновлены бросить свою нездоровую пищу и присоединиться к его ультра-здоровому образу жизни. С помощью Купера и его тренера, Антуан, Джейк и Клэр идут на самую интенсивную диету и программу упражнений в своей жизни. |            |                               |               |                              |                 |             |                     |

## Отзывы критиков
Сериал получил смешанные и положительные отзывы критиков. На сайте-агрегаторе Rotten Tomatoes сериал держит 53 % «свежести» со средним баллом 5,2 из 10 на основе 19 рецензий. Критический консенсус сайта гласит: «Сюжет сериала „Счастливы вместе“ не наберёт много очков за оригинальность, но тем не менее там достаточно шуток благодаря выигрышному трио центральных персонажей». На Metacritic сериал получил 48 баллов из ста на основе 9 отзывов.